# Municipio de Chietla
El municipio de Chietla es uno de los 217 municipios en que se encuentra dividido el estado mexicano de Puebla. Situado en su zona suroeste, su cabecera es la población de Chietla.

## Geografía
El municipio de Chietla se encuentra localizado en el suroeste del estado, forma parte de la región del Valle de Atlixco y Matamoros. Tiene una extensión territorial total de 326.53 que equivalen al 0.95 % del territorio total del estado.
Sus coordenadas geográficas extremas son 18°24′ - 18°37′ de latitud norte y 98°31′ - 98°43′ de longitud oeste, su altitud va de 960 a 2 000 metros sobre el nivel del mar.
Limita al norte con el municipio de Tepexco, al noreste con el municipio de Tilapa, al este con el municipio de Izúcar de Matamoros y el municipio de Atzala y al sur con el municipio de Chiautla. Al oeste sus límites corresponden al estado de Morelos, en particular con el municipio de Axochiapan.

## Demografía
De acuerdo a los resultados del Censo de Población y Vivienda de 2010 realizado por el Instituto Nacional de Estadística y Geografía, la población total de Chietla asciende a 33 935 personas; de las que 16 288 son hombres y 17 647 son mujeres.

### Localidades
El municipio incluye en su territorio un total de 62 localidades. Las principales, considerando su población del censo de 2010 son:
| Localidad                   | Población |
| Total Municipio             | 33 935    |
| Atencingo                   | 10 879    |
| Chietla                     | 5 726     |
| Escape de Lagunillas        | 4 072     |
| Buenavista de Benito Juárez | 1 359     |
| Viborillas de Hidalgo       | 981       |
| Ahuehuetzingo               | 960       |

## Política

### Representación legislativa
Para la elección de diputados locales al Congreso de Puebla y de diputados federales a la Cámara de Diputados federal, el municipio de Chietla se encuentra integrado en los siguientes distritos electorales:
Local:
- Distrito electoral local de 22 de Puebla con cabecera en Izúcar de Matamoros.[4]

Federal:
- Distrito electoral federal 13 de Puebla con cabecera en la Atlixco.[5]